# Métatarsien
Les métatarsiens (ou os métatarsien ou os du métatarse) sont les cinq os longs constituant le métatarse. Ils sont situés entre le tarse à l'arrière et les phalanges proximales du pied à l'avant. Ces os n'ont pas de nom individuel et sont repérés par un numéro de I à V, le premier métatarsien étant le plus médial du côté du gros orteil. Ils sont équivalents aux métacarpiens de la main.

## Description
Un métatarsien est constitué d'une base correspondant à l'épiphyse proximale, d'un corps correspondant à la diaphyse et d'une tête correspondant à l'épiphyse distale.

### Corps du métatarsien
Le corps d'un métatarsien est prismatique triangulaire. Il se rétrécit progressivement de son extrémité postérieure proximale vers son extrémité antérieure distale. Il est courbé longitudinalement en étant concave en bas et convexe en haut.

### Base du métatarsien
La base d'un métatarsien est l'extrémité proximale de l'os. Elle est en forme de coin de base supérieure et d’arête plantaire.
Elle s'articule à l'arrière avec les os de la rangée distale du tarse par sa face postérieure triangulaire et latéralement avec les métatarsiens contigus.
Ses surfaces dorsale et plantaire sont rugueuses pour recevoir des insertions ligamentaires.

### Tête du métatarsien
La tête d'un métatarsien est aplatie transversalement. Elle présente antérieurement une surface articulaire convexe, oblongue de haut en bas et s'étendant plus en arrière en bas qu'en haut qui s'articule avec la phalange proximale de l'orteil correspondant.
La surface articulaire est bordée en haut et latéralement par un sillon rugueux. En arrière de ce sillon et latéralement se trouve un tubercule pour l'insertion du ligament latéral des articulations métatarso-phalangiennes.
Sa surface plantaire est marquée d'un sillon pour le passage des tendons des muscles fléchisseurs.

## Articulations tarso-métatarsiennes
Chaque métatarsien s'articule par sa base avec un ou plusieurs os du tarse et avec les métatarsiens contigus pour constituer l'ensemble des trois articulations tarso-métatarsiennes :
- la première reliant le cunéiforme médial et le premier métatarsien,
- la deuxième reliant les cunéiformes intermédiaire et latéral et les deuxième et troisième métatarsiens,
- la troisième reliant le cuboïde et les quatrième et cinquième métatarsiens.

## Insertions musculaires
| Muscle                                           | Direction | Zone d'attache                                                  |
| Muscle tibial antérieur                          | Insertion | Base du premier métatarsien                                     |
| Muscle troisième fibulaire                       | Insertion | Base dorsale du cinquième métatarsien                           |
| Muscle long fibulaire                            | Insertion | Tubérosité du premier métatarsien                               |
| Muscle court fibulaire                           | Insertion | Tubérosité du cinquième métatarsien                             |
| Tête horizontale du muscle adducteur de l'hallux | Origine   | Ligament métatarsien transverse profond                         |
| Muscle court fléchisseur du petit orteil         | Origine   | Base du cinquième métatarsien                                   |
| Muscles interosseux plantaires                   | Origine   | Face médiale des troisième, quatrième et cinquième métatarsiens |
| Muscles interosseux dorsaux du pied              | Origine   | Du premier au cinquième métatarsien                             |

## Embryologie
Au cours de la croissance, les plaques de croissance sont situées distalement sur les métatarsiens, sauf sur le premier métatarsien où elles sont situées de manière proximale. Pourtant, il est assez courant d'avoir une plaque de croissance distale accessoire sur le premier métatarsien.

## Aspects cliniques
Les os métatarsiens sont souvent cassés par les joueurs de football associatif. Ces cas et d'autres récents ont été attribués à la conception légère des chaussures de football modernes, qui offrent moins de protection au pied. En 2010, certains joueurs de football ont commencé à tester une nouvelle chaussette qui incorporait un coussinet en caoutchouc silicone sur le pied pour protéger le dessus du pied.
On pense que les fractures de stress représentent 16 % des blessures liées à la pratique d'un sport, et les métatarsiens sont les os les plus souvent touchés. Ces fractures sont parfois appelées fractures de marche, en raison de leur association traditionnelle avec les recrues militaires après de longues marches. Les deuxième et troisième métatarsiens sont fixés lors de la marche, ces métatarsiens sont donc des sites de blessure courants. Le cinquième métatarsien peut être fracturé si le pied est en sursupination pendant la locomotion.
La protection contre les blessures peut être assurée par l'utilisation de chaussures de sécurité qui peuvent utiliser des protecteurs métatarsiens intégrés ou amovibles.

## Anatomie comparée
Le nombre de métatarsiens est variable selon les espèces. Par exemple, une patte arrière de bovin a deux métatarses.